# Ninja Turtles: The Next Mutation
Ninja Turtles: The Next Mutation (br:Tartarugas Ninjas : A Próxima Mutação; ou pt:As Tartarugas) foi uma série de televisão Live-Action americana produzida pela Saban Entertainment, exibida entre 1997 e 1998.
Depois do final do desenho animado e dos três filmes com As Tartarugas Ninjas - que arrecadaram mais de 450 milhões de dólares ao redor do mundo, a produção virou seriado com estilo semelhante aos dos Power Rangers ganhou novos personagens, incluindo uma tartaruga mutante fêmea chamada "Vênus de Milo" e novos antagonistas, como Dragonlord.
No Brasil foi ao ar pela Fox Kids, e pela Rede Globo em sinal aberto no programa Angel Mix.

## História
Tartarugas Ninjas - A Próxima Mutação, é uma série que mostra várias aventuras de Leonardo, Raphael, Michelangelo e Donatello, quatro tartarugas com habilidades ninjas, que após terem caído numa poça de lama tóxica quando filhotes, sofrem uma mutação ganhando uma aparência humanoide.
Após a morte do seu velho inimigo "Destruidor" e agora com quase 18 anos de idade, elas surgem como Ninjas Adultos, cada uma com uma personalidade distinta e um irreprimível espírito adolescente. E descobrem uma quinta tartaruga mutante, que futuramente ajuda as tartarugas entrarem em ação e enfrentar um novo inimigo chamado "Dragonlord" que pretende conquistar o mundo. A série possui muitos outros inimigos que não aparecem nos quadrinhos.

## Personagens
| Personagem    | Arma      | Denominação |
| ------------- | --------- | ----------- |
| Leonardo      | Katanas   | Líder       |
| Michelangelo  | nunchakus | Brincalhão  |
| Raphael       | Sais      | Rebelde     |
| Donatello     | cajado Bo | Inventor    |
| Vênus de Milo | Shinobi   | Avoada      |

## Episódios
| 01º | "East Meets West, Part 1" | Oriente contra Ocidente, Parte 1 |
| 02º | "East Meets West, Part 2" | Oriente contra Ocidente, Parte 2 |
| 03° | "East Meets West, Part 3" | Oriente contra Ocidente, Parte 3 |
| 04º | "East Meets West, Part 4" | Oriente contra Ocidente, Parte 4 |
| 05º | "East Meets West, Part 5" | Oriente contra Ocidente, Parte 5 |
| 06º | "The Staff of Bu-Ki"      | Vara de Bu-Ki                    |
| 07º | "Silver and Gold"         | Poderoso Macacão                 |
| 08º | "Meet Dr. Quease"         | O Incrível Dr. Quease            |
| 09º | "All in the Family"       | Tudo em Família                  |
| 10º | Trusting Dr. Quease       | Confiança não se Compra          |
| 11º | Windfall                  | Golpe de Sorte                   |
| 12º | Turtles' Night Out        | A Festa Rádio Ninja              |
| 13º | Mutant Reflections        | Reflexos Mutantes                |
| 14º | Truce or Consequences     | O Rei da Mídia                   |
| 15º | Sewer Crash               | Banana para que te quero         |
| 16º | Going Ape                 | O Amigo Gorila                   |
| 17º | Enemy of My Enemy         | O Inimigo do Meu Inimigo         |
| 18º | King Wick                 | Rei Wick                         |
| 19º | The Good Dragon           | O Bom Dragão                     |
| 20º | The Guest                 | O Hóspede                        |
| 21º | Like Brothers             | Como Irmãos                      |
| 22º | Unchain My Heart, Part 1  | Procura-se um coração, Parte 1   |
| 23º | Unchain My Heart, Part 2  | Procura-se um coração, Parte 2   |
| 24º | Unchain My Heart, Part 3  | Procura-se um coração, Parte 3   |
| 25º | Unchain My Heart, Part 4  | Procura-se um coração, Parte 4   |
| 26º | Who Needs Her             | Uma Questão de Magia             |

## Exibição no Brasil
Estreou no Brasil nos anos de 1998 e 1999 pela Fox Kids. E na Globo foi exibida entre os anos de 2000 e 2001 no Angel Mix com Angélica e no Bambuluá. Durante a semana da criança em 2000 a Fox Kids resgatou a série com 5 primeiros episódios apenas.

## Crossover
Em 1998, aconteceu um crossover entre a série e Power Rangers no Espaço, no episódios "Encontro de Super-Heróis". Onde a vilã Astonema e Elgar enfeitiçam-os para destruir os Rangers do Espaço, no começo Andros não vai muito com a cara das Tartarugas, mas depois se apega com a ajuda dos heróis.